# Glyptobasis brunnea
Glyptobasis brunnea is een insect uit de familie van de vlinderhaften (Ascalaphidae), die tot de orde netvleugeligen (Neuroptera) behoort. 
Glyptobasis brunnea is voor het eerst wetenschappelijk beschreven door Esben-Petersen in 1913.